# Yvonne Suhor
Yvonne Suhor, (New Orleans, Louisiana, 1965. november 29. – 2018. szeptember 27.) amerikai színésznő.

## Filmjei
- Sable (1987, tv-sorozat, egy epizódban)
- The Young Riders (1989–1992, tv-sorozat, 67 epizódban)
- A gengszterkirály (Dillinger) (1991, tv-film)
- Babe Ruth (1991, tv-film)
- Miért éppen Alaszka? (Northern Exposure) (1992, tv-sorozat, egy epizódban)
- Brooklyn híd (Brooklyn Bridge) (1992–1993, tv-sorozat, két epizódban)
- Gyilkos sorok (Murder, She Wrote) (1993, tv-sorozat, egy epizódban)
- A fejvadász (Renegade) (1993, 1996, tv-sorozat, két epizódban)
- Star Trek: Voyager (1995, tv-sorozat, egy epizódban)
- Csalánba nem üt a mennykő (Rolling Thunder) (1996, tv-film)
- The Paper Route (1999, rövidfilm)
- Sheena, a dzsungel királynője (Sheena) (2000, tv-sorozat, egy epizódban)